# Mark Mancina
Mark Alden Mancina (Santa Mónica, California; 9 de marzo de 1957) es un compositor estadounidense, principalmente de bandas sonoras de Hollywood, como sus contribuciones con Trevor Rabin para Con Air. Compuso su primera película animada de Disney, Tarzán, e hizo los arreglos de las canciones de El rey león de Disney (mientras Hans Zimmer compuso la parte instrumental junto con Lebo M para las melodías africanas) incluyendo el musical de Broadway. 
Asimismo compuso la banda sonora para el thriller Twister (1996), así como la de las taquilleras películas de acción Speed (1994) y Dos policías rebeldes (1995).
Mancina colaboró con John Van Tongeren para escribir el tema musical de la reedición de The Outer Limits en 1995. Ambos grabaron diez episodios para la primera temporada del programa.
También ha trabajado con Phil Collins en dos canciones para las películas animadas de Disney, Tarzán y Brother Bear.
Ha participado en numerosos proyectos de rock progresivo además de componer la música para la popular serie de anime Blood+, producida por Hans Zimmer.

## Filmografía parcial
- 2024
  - Moana 2

- 2016
  - Moana
- 2014
  - Planes: Fire & Rescue
- 2013
  - Aviones
- 2008
  - Meg
- 2007
  - Shooter
  - Camile
  - August Rush
- 2005
  - Blood +
  - Tarzán 2
  - Asylum
- 2003
  - La mansión encantada
  - Brother Bear
  - El misterio de Wells
- 2001
  - Domestic Disturbance
  - Training Day: Día de entrenamiento
- 2000
  - Bait
  - Más allá de la sospecha
- 1999
  - Tarzán
- 1998
  - Regreso al paraíso
  - De la Tierra a la Luna
- 1997
  - Speed 2: Cruise Control
  - Con Air: convictos en el aire
- 1996
  - Moll Flanders: el coraje de una mujer
  - Twister
- 1995
  - Asalto al tren del dinero
  - Caza legal
  - Asesinos
  - Dos policías rebeldes
  - Man of the House
- 1994
  - Speed
  - Un ladrón de cuatro manos
  - Thumbelina
  - El rey león (con Hans Zimmer como compositor principal)
- 1992 
  - Confesión criminal
- 1990
  - Los supersónicos: la película
  - C.O.P.S. - Fuerza futura
- 1989
  - Zona mortal
  - Clave de venganza

## Otros trabajos

### Series de televisión
- 2005
  - Mentes criminales
  - Blood+
- 1995 
  - The Outer Limits